# Пйотркувек-Дужий
Пйотркувек-Дужий (пол. Piotrkówek Duży) — село в Польщі, у гміні Ожарув-Мазовецький Варшавського-Західного повіту Мазовецького воєводства.
Населення — 65 осіб (2011).
У 1975-1998 роках село належало до Варшавського воєводства.

## Демографія
Демографічна структура станом на 31 березня 2011 року:
|          | Загалом | Допрацездатний вік | Працездатний вік | Постпрацездатний вік |
| -------- | ------- | ------------------ | ---------------- | -------------------- |
| Чоловіки | 31      | 5                  | 22               | 4                    |
| Жінки    | 34      | 6                  | 18               | 10                   |
| Разом    | 65      | 11                 | 40               | 14                   |